# 이공후
이공후(李公厚, 일본식 이름: 丹山公厚, 1898년 11월 20일 ~ ?)는 일제강점기의 관료이다.

## 생애
평안북도 태천군 출신으로, 1920년에 경성부의 경성전수학교를 졸업하였다. 경성전수학교에 재학 중이던 1919년에 3·1 운동이 일어나자, 박희도와 연계된 학생 대표로 김원벽 등과 함께 참여한 일이 있다.
그러나 학교 졸업 후 관계에 들어서면서 3·1 운동 학생 지도자 가운데 김대우와 비슷한 길을 걷게 되었다. 1922년에 고향인 평안북도에서 판임관견습을 거쳐 도지사관방 문서계에 채용되면서 조선총독부 관리가 되었다.
평안북도 내무부 권업과와 농무과에서 근무하였으며, 1928년에는 위원군 서무주임으로, 1932년에는 철산군 서무주임으로 각각 발령받았다. 1932년 10월에 구성군 군수로 발탁되어 총독부 군수가 되었다. 구성군에 이어 초산군 군수를 지냈다.
구성군수로 재직 중이던 1935년에 총독부가 편찬한 《조선공로자명감》에 353명의 공로자 중 한 명으로 기재되어 있다. 초산군수이던 1942년을 기준으로 종6위 훈6등에 서위되어 있었다.
2008년 민족문제연구소가 정리한 친일인명사전 수록예정자 명단 중 관료 부문에 포함되었다.

## 참고자료
- 이공후(李公厚) - 국사편찬위원회